# Mudaste
Koordinaten: 59° 1′ N, 22° 34′ O
Mudaste ist ein Dorf (estnisch küla) in der Landgemeinde Hiiumaa (2013 bis 2017: Landgemeinde Hiiu, davor Landgemeinde Kõrgessaare) auf der zweitgrößten estnischen Insel Hiiumaa (deutsch Dagö).

## Beschreibung und Geschichte
Mudaste (schwedisch Mutas) hat zehn Einwohner (Stand 31. Dezember 2011). Der Ort liegt zehn Kilometer nordwestlich der Inselhauptstadt Kärdla (Kertel).
Das Dorf wurde erstmals 1591 unter dem Namen Moddas urkundlich erwähnt. Der Ort war über Jahrhunderte von Estlandschweden besiedelt. 1781 wurde sie von der russischen Zarin Katharina wie über 90 % der schwedischsprachigen Bevölkerung Hiiumaas in die Ukraine deportiert, wo sie 1782 die Kolonie Gammalsvenskby gründeten.